# Ashari Danoe
Ashari Danoe, znany też pod nazwiskiem Danu (ur. w 1932) – indonezyjski piłkarz, członek kadry narodowej w latach 50. XX wieku. Reprezentant Indonezji na Letnich Igrzyskach Olimpijskich 1956.
Danoe wystąpił w co najmniej kilku oficjalnych meczach międzynarodowych. Grał też w spotkaniach nieoficjalnych. Jednym z takich spotkań było starcie pomiędzy Indonezją a młodzieżową reprezentacją USA (16 listopada 1956). Indonezja wygrała ten mecz 7–5, a Danoe strzelił dwa gole: w 22. minucie na 2-1 oraz w 39. minucie na 4-2. We wrześniu poprzedniego roku, brał udział w dwóch meczach towarzyskich w Europie. 9 września 1955, jego reprezentacja grała w Belgradzie z Jugosławią. W meczu tym, padł wynik 4-2 na korzyść piłkarzy ze starego kontynentu, jednak Danoe w drugiej połowie meczu strzelił gola. 3 dni później, Danoe grał w meczu towarzyskim z Chorwacją, który Indonezyjczycy przegrali 2-5. Tym razem Danoe gola nie strzelił.
Największym sukcesem sportowym Danoe był jednak awans z reprezentacją na Letnie Igrzyska Olimpijskie 1956. Był wówczas zawodnikiem klubu PSIS Semarang.
W Melbourne grano od razu w systemie pucharowym. Jego reprezentacja rozegrała dwa mecze w ćwierćfinale. Indonezyjczycy nie rywalizowali w 1/8 finału, gdyż mieli wolny los. Na Olympic Park Stadium, Indonezyjczycy podejmowali zdecydowanie bardziej faworyzowaną reprezentację ZSSR. W pierwszym meczu (w którym Danoe brał udział), Indonezyjczycy sensacyjnie bezbramkowo zremisowali z radzieckimi piłkarzami. Potrzebny był dodatkowy mecz do wyłonienia półfinalisty turnieju (nie rozgrywano wówczas dogrywek ani konkursu rzutów karnych). W tymże meczu, w którym Danoe nie wystąpił (był rezerwowym), Indonezyjczycy przegrali 0-4. Zakończyli oni swój udział na miejscach 5-8.
Był zawodnikiem PSIS Semarang. W sezonie 1957-1959, zdobywał wiele goli dla tego zespołu. Był z tym klubem m.in. mistrzem dywizji zachodniej i przeszedł kolejną rundę rozgrywek. Awansował ostatecznie do finałowych rozgrywek ligowych. Strzelił w nich cztery bramki (w sześciu meczach), a jego drużyna okazała się być trzecią drużyną Indonezji. Wiadomo, że grał w tym zespole jeszcze w 1961 roku (w źródle odnotowany jest pod tym rokiem jako strzelec goli dla PSIS-u).